# ملعب تشرشل بارك

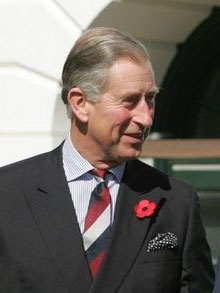

ملعب تشرشل بارك هو ملعب متعدد الاستخدام يقع في مدينة نادي الفيجية. غالبا ما يتم استخدامه لمباريات اتحاد الرغبي. يسع الملعب لجلوس 18,000 متفرج.